# Héctor Herrera
Héctor Miguel Herrera López (* 19. dubna 1990 Tijuana) je mexický profesionální fotbalista, který hraje na pozici středního záložníka za americký klub Houston Dynamo FC a za mexický národní tým.

## Klubová kariéra
Herrera debutoval v dresu mexického klubu CF Pachuca v roce 2010 a o tři roky později přestoupil do portugalského klubu FC Porto. Poté, co první sezónu strávil povětšinou na lavičce náhradníků, se stal klíčovým hráčem klubu, kterému pomohl k výhře v portugalské lize a dvakrát k zisku portugalského superpoháru. Od sezóny 2015/16 se stal Herrera kapitánem klubu. V dresu Porta odehrál za 6 let celkem 245 zápasů ve všech soutěžích. V létě 2019 se přesunul do španělského Atlética Madrid jako volný hráč poté, co mu v Portu vypršela smlouva. V sezóně 2020/21 vyhrál s týmem španělskou La Ligu.

## Reprezentační kariéra
Herrera debutoval v mexické reprezentaci v roce 2012; ve stejném roce vyhrál Herrera s týmem do 23 let Letní olympijské hry. V roce 2015 vyhrál s mexickou reprezentací také Zlatý pohár CONCACAF. Byl součástí týmu, který si zahrál na mistrovství světa 2014 a 2018. Účastnil se také Konfederačního poháru 2013 a 2017 a Copy América Centenario.

## Statistiky

### Klubové
K 26. únoru 2022
| Klub            | Sezóna  | Liga          | Liga   | Liga | Národní pohár | Národní pohár | Ligový pohár | Ligový pohár | Kontinentální poháry | Kontinentální poháry | Ostatní | Ostatní | Celkem | Celkem |
| Klub            | Sezóna  | Liga          | Zápasy | Góly | Zápasy        | Góly          | Zápasy       | Góly         | Zápasy               | Góly                 | Zápasy  | Góly    | Zápasy | Góly   |
| --------------- | ------- | ------------- | ------ | ---- | ------------- | ------------- | ------------ | ------------ | -------------------- | -------------------- | ------- | ------- | ------ | ------ |
| Pachuca         | 2011/12 | Liga MX       | 27     | 0    | —             | —             | —            | —            | 1                    | 0                    | —       | —       | 28     | 0      |
| Pachuca         | 2012/13 | Liga MX       | 25     | 2    | 2             | 0             | —            | —            | —                    | —                    | —       | —       | 27     | 2      |
| Pachuca         | Celkem  | Celkem        | 52     | 2    | 2             | 0             | —            | —            | 1                    | 0                    | —       | —       | 55     | 2      |
| Porto           | 2013/14 | Primeira Liga | 17     | 3    | 4             | 0             | 2            | 0            | 8                    | 0                    | —       | —       | 31     | 3      |
| Porto           | 2014/15 | Primeira Liga | 33     | 3    | 1             | 0             | 1            | 0            | 11                   | 4                    | —       | —       | 46     | 7      |
| Porto           | 2015/16 | Primeira Liga | 29     | 9    | 3             | 0             | —            | —            | 6                    | 0                    | —       | —       | 38     | 9      |
| Porto           | 2016/17 | Primeira Liga | 23     | 2    | 1             | 0             | 3            | 0            | 8                    | 0                    | —       | —       | 35     | 2      |
| Porto           | 2017/18 | Primeira Liga | 29     | 3    | 4             | 1             | 3            | 0            | 6                    | 1                    | —       | —       | 42     | 5      |
| Porto           | 2018/19 | Primeira Liga | 33     | 6    | 6             | 1             | 4            | 0            | 9                    | 2                    | 1       | 0       | 53     | 9      |
| Porto           | Celkem  | Celkem        | 164    | 26   | 19            | 2             | 13           | 0            | 48                   | 7                    | 1       | 0       | 245    | 35     |
| Atlético Madrid | 2019/20 | La Liga       | 21     | 0    | 1             | 0             | —            | —            | 6                    | 1                    | 2       | 0       | 30     | 1      |
| Atlético Madrid | 2020/21 | La Liga       | 16     | 0    | 0             | 0             | —            | —            | 5                    | 0                    | —       | —       | 21     | 0      |
| Atlético Madrid | 2021/22 | La Liga       | 15     | 0    | 1             | 0             | —            | —            | 3                    | 0                    | 1       | 0       | 20     | 0      |
| Atlético Madrid | Celkem  | Celkem        | 52     | 0    | 2             | 0             | —            | —            | 14                   | 1                    | 3       | 0       | 71     | 1      |
| Celkem          | Celkem  | Celkem        | 268    | 28   | 23            | 2             | 13           | 0            | 63                   | 8                    | 4       | 0       | 371    | 38     |

### Reprezentační
K 2. únoru 2022
| Mexiko | Mexiko | Mexiko |
| Rok    | Zápasy | Góly   |
| ------ | ------ | ------ |
| 2012   | 1      | 0      |
| 2013   | 8      | 0      |
| 2014   | 14     | 0      |
| 2015   | 14     | 3      |
| 2016   | 11     | 1      |
| 2017   | 13     | 1      |
| 2018   | 9      | 0      |
| 2019   | 4      | 1      |
| 2020   | 2      | 0      |
| 2021   | 17     | 4      |
| 2022   | 3      | 0      |
| Celkem | 96     | 10     |

#### Reprezentační góly
Skóre a výsledky Mexika jsou vždy zapisovány jako první.
| Gól | Datum              | Místo                                                              | Soupeř            | Skóre | Výsledek | Soutěž                                |
| --- | ------------------ | ------------------------------------------------------------------ | ----------------- | ----- | -------- | ------------------------------------- |
| 1.  | 4. září 2015       | Rio Tinto Stadium, Sandy, Spojené státy americké                   | Trinidad a Tobago | 3:3   | 3:3      | Přátelský zápas                       |
| 2.  | 9. září 2015       | AT&T Stadium, Arlington, Spojené státy americké                    | Argentina         | 2:0   | 2:2      | Přátelský zápas                       |
| 3.  | 13. listopadu 2015 | Estadio Azteca, Ciudad de México, Mexiko                           | Salvador          | 2:0   | 3:0      | Kvalifikace na Mistrovství světa 2018 |
| 4.  | 5. června 2016     | University of Phoenix Stadium, Glendale, Spojené státy americké    | Uruguay           | 3:1   | 3:1      | Copa América 2016                     |
| 5.  | 6. října 2017      | Estadio Alfonso Lastras, San Luis Potosí, Mexiko                   | Trinidad a Tobago | 3:1   | 3:1      | Kvalifikace na Mistrovství světa 2018 |
| 6.  | 11. října 2019     | Bermuda National Stadium, Devonshire Parish, Bermudy               | Bermudy           | 5:1   | 5:1      | Liga národů CONCACAF 2019/20          |
| 7.  | 3. července 2021   | Los Angeles Memorial Coliseum, Los Angeles, Spojené státy americké | Nigérie           | 1:0   | 4:0      | Přátelský zápas                       |
| 8.  | 3. července 2021   | Los Angeles Memorial Coliseum, Los Angeles, Spojené státy americké | Nigérie           | 3:0   | 4:0      | Přátelský zápas                       |
| 9.  | 29. července 2021  | NRG Stadium, Houston, Spojené státy americké                       | Kanada            | 2:1   | 2:1      | Zlatý pohár CONCACAF 2021             |
| 10. | 16. listopadu 2021 | Commonwealth Stadium, Edmonton, Kanada                             | Kanada            | 1:2   | 1:2      | Kvalifikace na Mistrovství světa 2022 |

## Ocenění

### Klubová

#### Porto
- Primeira Liga: 2017/18[6]
- Supertaça Cândido de Oliveira: 2013, 2018[7]

#### Atlético Madrid
- Primera División: 2020/21

### Reprezentační

#### Mexiko U23
- Letní olympijské hry: 2012

#### Mexiko
- Zlatý pohár CONCACAF: 2015[8]

### Individuální
- Hráč roku FC Porto: 2014/15[9]
- Jedenáctka sezóny Primeira Ligy: 2017/18,[10] 2018/19[11]
- Nejlepší jedenáctka Ligy národů CONCACAF: 2021
- Nejlepší hráč Zlatého poháru CONCACAF: 2021[12]
- Jedenáctka turnaje Zlatého poháru CONCACAF: 2021[13]